# Alaksiej Hryszyn
Alaksiej Hienadzjewicz Hryszyn (biał. Аляксей Генадзьевіч Грышын, ros. Алексей Геннадьевич Гришин – Aleksiej Giennadjewicz Griszyn; ur. 18 czerwca 1979 w Mińsku) – białoruski narciarz dowolny. Zdobył złoty medal w skokach akrobatycznych na igrzyskach olimpijskich w Vancouver oraz brązowy w tej samej konkurencji na igrzyskach w Salt Lake City. Zdobyty przez niego złoty medal igrzysk w Vancouver, był pierwszym złotym medalem dla Białorusi w historii zimowych igrzysk olimpijskich.

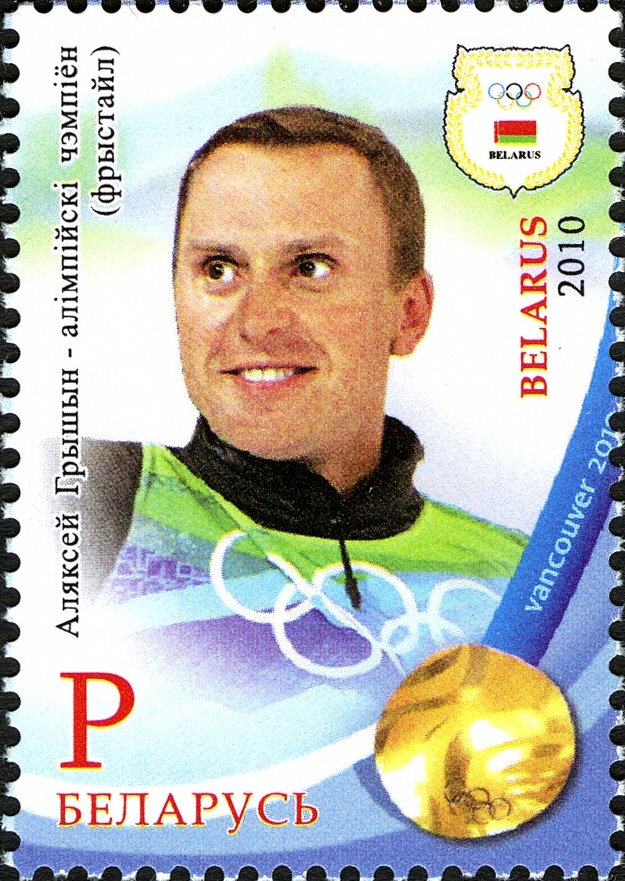
Alaksiej Hryszyn na znaczku pocztowym

Ponadto wywalczył złoty medal na mistrzostwach świata w Whistler, srebrny na mistrzostwach świata w Deer Valley oraz brązowy na mistrzostwach świata w Ruka. Najlepsze wyniki w Pucharze Świata osiągnął w sezonach 1999/2000 i 2001/2002, kiedy to zajmował trzecie miejsce w klasyfikacji generalnej, a w klasyfikacji skoków akrobatycznych był drugi. Ponadto w sezonie 2003/2004 był trzeci w klasyfikacji skoków.
W 2014 roku zakończył karierę.

## Osiągnięcia

### Igrzyska olimpijskie
| Miejsce | Dzień     | Rok  | Miejscowość    | Konkurencja        | Zwycięzca     |
| ------- | --------- | ---- | -------------- | ------------------ | ------------- |
| 8.      | 18 lutego | 1998 | Nagano         | skoki akrobatyczne | Eric Bergoust |
| 3.      | 19 lutego | 2002 | Salt Lake City | Skoki akrobatyczne | Aleš Valenta  |
| 4.      | 23 lutego | 2006 | Turyn          | Skoki akrobatyczne | Han Xiaopeng  |
| 1.      | 25 lutego | 2010 | Vancouver      | Skoki akrobatyczne | –             |
| 15.     | 17 lutego | 2014 | Soczi          | Skoki akrobatyczne | Anton Kusznir |

### Mistrzostwa świata
| Miejsce | Dzień       | Rok  | Miejscowość          | Konkurencja        | Zwycięzca        |
| ------- | ----------- | ---- | -------------------- | ------------------ | ---------------- |
| 26.     | 13 lutego   | 1999 | Meiringen            | skoki akrobatyczne | Eric Bergoust    |
| 1.      | 20 stycznia | 2001 | Whistler             | skoki akrobatyczne | –                |
| 2.      | 1 lutego    | 2003 | Deer Valley          | skoki akrobatyczne | Dmitrij Archipow |
| 3.      | 18 marca    | 2005 | Ruka                 | skoki akrobatyczne | Steve Omischl    |
| 15.     | 10 marca    | 2007 | Madonna di Campiglio | skoki akrobatyczne | Han Xiaopeng     |
| 16.     | 4 marca     | 2009 | Inawashiro           | skoki akrobatyczne | Ryan St. Onge    |
| 13.     | 7 marca     | 2013 | Voss                 | skoki akrobatyczne | Qi Guangpu       |

### Puchar Świata

#### Miejsca w klasyfikacji generalnej
- sezon 1997/1998: 39.
- sezon 1998/1999: 13.
- sezon 1999/2000: 3.
- sezon 2000/2001: 13.
- sezon 2001/2002: 3.
- sezon 2002/2003: 12.
- sezon 2003/2004: 16.
- sezon 2004/2005: 20.
- sezon 2005/2006: 27.
- sezon 2006/2007: 30.
- sezon 2007/2008: 78.
- sezon 2008/2009: 19.
- sezon 2009/2010: 28.
- sezon 2012/2013: 57.
- sezon 2013/2014: 12.

#### Zwycięstwa w zawodach
1. Mount Buller – 11 września 1999 (skoki akrobatyczne)
2. Mount Buller – 12 września 1999 (skoki akrobatyczne)
3. Himos – 10 marca 2001 (skoki akrobatyczne)
4. Lake Placid – 18 stycznia 2002 (skoki akrobatyczne)
5. Mont Tremblant – 11 stycznia 2004 (skoki akrobatyczne)
6. Harbin – 14 lutego 2004 (skoki akrobatyczne)
7. Changchun – 20 grudnia 2008 (skoki akrobatyczne)

#### Miejsca na podium
1. Hasliberg – 7 marca 1998 (skoki akrobatyczne) – 2. miejsce
2. Deer Valley – 9 stycznia 2000 (skoki akrobatyczne) – 2. miejsce
3. Livigno – 17 marca 2000 (skoki akrobatyczne) – 3. miejsce
4. Mont Tremblant – 13 stycznia 2001 (skoki akrobatyczne) – 3. miejsce
5. Mont Tremblant – 13 stycznia 2002 (skoki akrobatyczne) – 2. miejsce
6. Lake Placid – 20 stycznia 2002 (skoki akrobatyczne) – 3. miejsce
7. Mount Buller – 7 września 2002 (skoki akrobatyczne) – 2. miejsce
8. Steamboat Springs – 7 lutego 2003 (skoki akrobatyczne) – 2. miejsce
9. Lake Placid – 18 stycznia 2004 (skoki akrobatyczne) – 2. miejsce
10. Fernie – 21 stycznia 2005 (skoki akrobatyczne) – 3. miejsce
11. Changchun – 12 lutego 2005 (skoki akrobatyczne) – 3. miejsce
12. Mount Buller – 4 września 2005 (skoki akrobatyczne) – 3. miejsce
13. Davos – 3 marca 2006 (skoki akrobatyczne) – 2. miejsce
14. Jilin – 10 grudnia 2006 (skoki akrobatyczne) – 3. miejsce
15. Calgary – 10 stycznia 2010 (skoki akrobatyczne) – 3. miejsce
16. Deer Valley – 10 stycznia 2014 (skoki akrobatyczne) – 3. miejsce
17. Lake Placid – 18 stycznia 2014 (skoki akrobatyczne) – 3. miejsce

- W sumie (7 zwycięstw, 7 drugich i 10 trzecich miejsc).